# Cescau (Pirenéus Atlânticos)
Cescau é uma comuna francesa na região administrativa da Nova Aquitânia, no departamento dos Pirenéus Atlânticos. Estende-se por uma área de 7,96 km². Em 2010 a comuna tinha 632 habitantes (densidade: 79,4 hab./km²).